# Gran Premio di superbike di Monza 2008
Il Gran Premio di superbike di Monza 2008 è la quinta prova del mondiale superbike 2008, nello stesso fine settimana si corre il quinto gran premio stagionale del mondiale supersport 2008 ed il terzo gran premio stagionale della Superstock 1000 FIM Cup 2008.

## Superbike
Le classifiche del Campionato mondiale Superbike sono le seguenti:

### Superpole
Fonte:
I primi sedici piloti partecipano alla superpole i restanti si qualificano con il miglior tempo ottenuto nelle due sessioni di qualifica.
| Pos. | Nº  | Naz.                   | Pilota             | Squadra                        | Motocicletta      | Sess. 1  | Sess. 2  | Giri | Superpole | Tempo    | Gap   | Avg     |
| ---- | --- | ---------------------- | ------------------ | ------------------------------ | ----------------- | -------- | -------- | ---- | --------- | -------- | ----- | ------- |
| 1º   | 21  | Australia (bandiera)   | Troy Bayliss       | Ducati Xerox                   | Ducati 1098 F08   | 1'46.359 | 1'46.673 | 46   | 1'44.931  | 1'44.931 |       | 198,748 |
| 2º   | 76  | Germania (bandiera)    | Max Neukirchner    | Alstare Suzuki                 | Suzuki GSX-R 1000 | 1'45.990 | 1'45.506 | 42   | 1'45.287  | 1'45.287 | 0.356 | 198,076 |
| 3º   | 41  | Giappone (bandiera)    | Noriyuki Haga      | Yamaha Motor Italia WSB        | Yamaha YZF-R1     | 1'47.074 | 1'46.202 | 39   | 1'45.665  | 1'45.665 | 0.734 | 197,367 |
| 4º   | 7   | Spagna (bandiera)      | Carlos Checa       | Hannspree Ten Kate Honda       | Honda CBR1000RR   | 1'47.135 | 1'46.865 | 43   | 1'45.766  | 1'45.766 | 0.835 | 197,179 |
| 5º   | 34  | Giappone (bandiera)    | Yukio Kagayama     | Suzuki Alstare                 | Suzuki GSX-R 1000 | 1'46.371 | 1'46.154 | 43   | 1'45.777  | 1'45.777 | 0.846 | 197,158 |
| 6º   | 111 | Spagna (bandiera)      | Rubén Xaus         | Sterilgarda Go Eleven          | Ducati 1098 RS 08 | 1'46.915 | 1'46.409 | 46   | 1'45.795  | 1'45.795 | 0.864 | 197,125 |
| 7º   | 10  | Spagna (bandiera)      | Fonsi Nieto        | Suzuki Alstare                 | Suzuki GSX-R 1000 | 1'46.990 | 1'46.332 | 37   | 1'45.942  | 1'45.942 | 1.011 | 196,851 |
| 8º   | 23  | Giappone (bandiera)    | Ryūichi Kiyonari   | Hannspree Ten Kate Honda       | Honda CBR1000RR   | 1'47.246 | 1'46.314 | 47   | 1'45.975  | 1'45.975 | 1.044 | 196,790 |
| 9º   | 3   | Italia (bandiera)      | Max Biaggi         | Sterilgarda Go Eleven          | Ducati 1098 RS 08 | 1'47.255 | 1'46.868 | 45   | 1'46.039  | 1'46.039 | 1.108 | 196,671 |
| 10º  | 31  | Australia (bandiera)   | Karl Muggeridge    | D.F. Racing                    | Honda CBR1000RR   | 1'46.750 | 1'46.664 | 41   | 1'46.065  | 1'46.065 | 1.134 | 196,623 |
| 11º  | 55  | Francia (bandiera)     | Régis Laconi       | Kawasaki PSG-1 Corse           | Kawasaki ZX-10R   | 1'47.089 | 1'46.126 | 35   | 1'46.216  | 1'46.216 | 1.285 | 196,343 |
| 12º  | 11  | Australia (bandiera)   | Troy Corser        | Yamaha Motor Italia WSB        | Yamaha YZF-R1     | 1'47.232 | 1'46.333 | 41   | 1'46.496  | 1'46.496 | 1.565 | 195,827 |
| 13º  | 84  | Italia (bandiera)      | Michel Fabrizio    | Ducati Xerox                   | Ducati 1098 F08   | 1'46.814 | 1'46.390 | 46   | 1'46.533  | 1'46.533 | 1.602 | 195,759 |
| 14º  | 100 | Giappone (bandiera)    | Makoto Tamada      | Kawasaki PSG-1 Corse           | Kawasaki ZX-10R   | 1'46.404 | 1'47.210 | 38   | 1'46.549  | 1'46.549 | 1.618 | 195,730 |
| 15º  | 96  | Rep. Ceca (bandiera)   | Jakub Smrž         | Guandalini Racing by Grifo's   | Ducati 1098 RS 08 | 1'46.604 | 1'46.578 | 46   | 1'46.749  | 1'46.749 | 1.818 | 195,363 |
| 16º  | 36  | Spagna (bandiera)      | Gregorio Lavilla   | Ventaxia VK Honda              | Honda CBR1000RR   | 1'46.946 | 1'46.927 | 41   | 1'47.107  | 1'47.107 | 2.176 | 194,710 |
| 17º  | 54  | Turchia (bandiera)     | Kenan Sofuoğlu     | Hannspree Ten Kate Honda Jr.   | Honda CBR1000RR   | 1'46.854 |          | 25   |           | 1'46.854 |       | 195,171 |
| 18º  | 38  | Giappone (bandiera)    | Shin'ichi Nakatomi | YZF Yamaha                     | Yamaha YZF-R1     | 1'47.815 | 1'46.944 | 45   |           | 1'46.944 |       | 195,007 |
| 19º  | 86  | Italia (bandiera)      | Ayrton Badovini    | Team Pedercini                 | Kawasaki ZX-10R   | 1'47.805 | 1'47.301 | 40   |           | 1'47.301 |       | 194,358 |
| 20º  | 194 | Francia (bandiera)     | Sébastien Gimbert  | Yamaha France Ipone GMT 94     | Yamaha YZF-R1     | 1'48.276 | 1'47.669 | 38   |           | 1'47.669 |       | 193,694 |
| 21º  | 13  | Italia (bandiera)      | Vittorio Iannuzzo  | Team Pedercini                 | Kawasaki ZX-10R   | 1'48.583 | 1'48.110 | 36   |           | 1'48.110 |       | 192,904 |
| 22º  | 88  | Giappone (bandiera)    | Shūhei Aoyama      | Alto Evolution Honda Superbike | Honda CBR1000RR   | 1'48.496 | 1'48.144 | 40   |           | 1'48.144 |       | 192,843 |
| 23º  | 83  | Australia (bandiera)   | Russell Holland    | D.F. Racing - Bertocchi        | Honda CBR1000RR   | 1'49.572 | 1'48.390 | 42   |           | 1'48.390 |       | 192,405 |
| 24º  | 57  | Italia (bandiera)      | Lorenzo Lanzi      | R.G. Team                      | Ducati 1098 RS 08 | 1'48.741 | 1'48.523 | 34   |           | 1'48.523 |       | 192,169 |
| 25º  | 22  | Italia (bandiera)      | Luca Morelli       | Alto Evolution Honda Superbike | Honda CBR1000RR   | 1'49.036 | 1'48.531 | 46   |           | 1'48.531 |       | 192,155 |
| 26º  | 110 | Italia (bandiera)      | Lorenzo Mauri      | Spring Ducati ASD              | Ducati 999 RS     | 1'49.082 | 1'48.768 | 44   |           | 1'48.768 |       | 191,737 |
| 27º  | 200 | Italia (bandiera)      | Giovanni Bussei    | Hannspree Honda Althea         | Honda CBR1000RR   | 1'49.206 | 1'48.935 | 37   |           | 1'48.935 |       | 191,443 |
| 28º  | 77  | Francia (bandiera)     | Loic Napoleone     | Grillini PBR                   | Yamaha YZF-R1     | 1'51.441 | 1'50.113 | 31   |           | 1'50.113 |       | 189,395 |
| 29º  | 49  | Stati Uniti (bandiera) | Michael Beck       | Yamaha France Ipone GMT 94     | Yamaha YZF-R1     | 1'51.869 | 1'50.859 | 48   |           | 1'50.859 |       | 188,120 |

### Gara 1
Fonte:

#### Arrivati al traguardo
| Pos. | Nº  | Naz.                   | Pilota             | Squadra                        | Motocicletta      | Giri | Tempo     | Giro veloce | Velocità | Punti |
| ---- | --- | ---------------------- | ------------------ | ------------------------------ | ----------------- | ---- | --------- | ----------- | -------- | ----- |
| 1º   | 76  | Germania (bandiera)    | Max Neukirchner    | Alstare Suzuki                 | Suzuki GSX-R 1000 | 18   | 32'02.851 | 1'46.307    | 322,7    | 25    |
| 2º   | 41  | Giappone (bandiera)    | Noriyuki Haga      | Yamaha Motor Italia WSB        | Yamaha YZF-R1     | 18   | +0.058    | 1'45.882    | 317,0    | 20    |
| 3º   | 21  | Australia (bandiera)   | Troy Bayliss       | Ducati Xerox                   | Ducati 1098 F08   | 18   | +0.672    | 1'46.321    | 318,0    | 16    |
| 4º   | 34  | Giappone (bandiera)    | Yukio Kagayama     | Suzuki Alstare                 | Suzuki GSX-R 1000 | 18   | +0.771    | 1'46.219    | 317,0    | 13    |
| 5º   | 3   | Italia (bandiera)      | Max Biaggi         | Sterilgarda Go Eleven          | Ducati 1098 RS 08 | 18   | +3.869    | 1'46.112    | 314,3    | 11    |
| 6º   | 23  | Giappone (bandiera)    | Ryūichi Kiyonari   | Hannspree Ten Kate Honda       | Honda CBR1000RR   | 18   | +5.995    | 1'46.596    | 318,0    | 10    |
| 7º   | 10  | Spagna (bandiera)      | Fonsi Nieto        | Suzuki Alstare                 | Suzuki GSX-R 1000 | 18   | +8.788    | 1'46.448    | 318,9    | 9     |
| 8º   | 7   | Spagna (bandiera)      | Carlos Checa       | Hannspree Ten Kate Honda       | Honda CBR1000RR   | 18   | +9.374    | 1'46.362    | 318,9    | 8     |
| 9º   | 84  | Italia (bandiera)      | Michel Fabrizio    | Ducati Xerox                   | Ducati 1098 F08   | 18   | +10.667   | 1'46.679    | 315,2    | 7     |
| 10º  | 96  | Rep. Ceca (bandiera)   | Jakub Smrž         | Guandalini Racing by Grifo's   | Ducati 1098 RS 08 | 18   | +10.771   | 1'46.653    | 320,8    | 6     |
| 11º  | 36  | Spagna (bandiera)      | Gregorio Lavilla   | Ventaxia VK Honda              | Honda CBR1000RR   | 18   | +12.180   | 1'46.584    | 309,8    | 5     |
| 12º  | 11  | Australia (bandiera)   | Troy Corser        | Yamaha Motor Italia WSB        | Yamaha YZF-R1     | 18   | +14.719   | 1'46.701    | 314,3    | 4     |
| 13º  | 38  | Giappone (bandiera)    | Shin'ichi Nakatomi | YZF Yamaha                     | Yamaha YZF-R1     | 18   | +32.734   | 1'47.206    | 315,2    | 3     |
| 14º  | 57  | Italia (bandiera)      | Lorenzo Lanzi      | R.G. Team                      | Ducati 1098 RS 08 | 18   | +36.550   | 1'48.240    | 310,7    | 2     |
| 15º  | 194 | Francia (bandiera)     | Sébastien Gimbert  | Yamaha France Ipone GMT 94     | Yamaha YZF-R1     | 18   | +36.607   | 1'48.040    | 304,5    | 1     |
| 16º  | 83  | Australia (bandiera)   | Russell Holland    | D.F. Racing - Bertocchi        | Honda CBR1000RR   | 18   | +52.464   | 1'48.373    | 320,8    |       |
| 17º  | 22  | Italia (bandiera)      | Luca Morelli       | Alto Evolution Honda Superbike | Honda CBR1000RR   | 18   | +56.929   | 1'48.839    | 302,8    |       |
| 18º  | 88  | Giappone (bandiera)    | Shūhei Aoyama      | Alto Evolution Honda Superbike | Honda CBR1000RR   | 18   | +1'27.543 | 1'49.405    | 311,6    |       |
| 19º  | 49  | Stati Uniti (bandiera) | Michael Beck       | Yamaha France Ipone GMT 94     | Yamaha YZF-R1     | 18   | +1'28.342 | 1'50.806    | 300,3    |       |

#### Ritirati
| Nº  | Naz.                 | Pilota            | Squadra               | Motocicletta      | Giri | Giro veloce | Velocità |
| --- | -------------------- | ----------------- | --------------------- | ----------------- | ---- | ----------- | -------- |
| 100 | Giappone (bandiera)  | Makoto Tamada     | Kawasaki PSG-1 Corse  | Kawasaki ZX-10R   | 16   | 1'46.820    | 315,2    |
| 110 | Italia (bandiera)    | Lorenzo Mauri     | Spring Ducati ASD     | Ducati 999 RS     | 14   | 1'49.738    | 311,6    |
| 13  | Italia (bandiera)    | Vittorio Iannuzzo | Team Pedercini        | Kawasaki ZX-10R   | 13   | 1'48.096    | 309,8    |
| 86  | Italia (bandiera)    | Ayrton Badovini   | Team Pedercini        | Kawasaki ZX-10R   | 8    | 1'47.174    | 309,8    |
| 111 | Spagna (bandiera)    | Rubén Xaus        | Sterilgarda Go Eleven | Ducati 1098 RS 08 | 7    | 1'46.342    | 316,1    |
| 55  | Francia (bandiera)   | Régis Laconi      | Kawasaki PSG-1 Corse  | Kawasaki ZX-10R   | 3    | 1'47.950    | 298,6    |
| 77  | Francia (bandiera)   | Loic Napoleone    | Grillini PBR          | Yamaha YZF-R1     | 1    |             | 90,6     |
| 31  | Australia (bandiera) | Karl Muggeridge   | D.F. Racing           | Honda CBR1000RR   | 0    |             |          |

### Gara 2
Fonte:

#### Arrivati al traguardo
| Pos. | Nº  | Naz.                   | Pilota             | Squadra                        | Motocicletta      | Giri | Tempo     | Giro veloce | Velocità | Punti |
| ---- | --- | ---------------------- | ------------------ | ------------------------------ | ----------------- | ---- | --------- | ----------- | -------- | ----- |
| 1º   | 41  | Giappone (bandiera)    | Noriyuki Haga      | Yamaha Motor Italia WSB        | Yamaha YZF-R1     | 18   | 32'07.576 | 1'46.363    | 315,2    | 25    |
| 2º   | 76  | Germania (bandiera)    | Max Neukirchner    | Alstare Suzuki                 | Suzuki GSX-R 1000 | 18   | +0.009    | 1'46.523    | 317,0    | 20    |
| 3º   | 23  | Giappone (bandiera)    | Ryūichi Kiyonari   | Hannspree Ten Kate Honda       | Honda CBR1000RR   | 18   | +0.051    | 1'46.363    | 314,3    | 16    |
| 4º   | 10  | Spagna (bandiera)      | Fonsi Nieto        | Suzuki Alstare                 | Suzuki GSX-R 1000 | 18   | +4.489    | 1'46.675    | 310,7    | 13    |
| 5º   | 84  | Italia (bandiera)      | Michel Fabrizio    | Ducati Xerox                   | Ducati 1098 F08   | 18   | +10.272   | 1'46.474    | 312,5    | 11    |
| 6º   | 31  | Australia (bandiera)   | Karl Muggeridge    | D.F. Racing                    | Honda CBR1000RR   | 18   | +10.376   | 1'46.485    | 318,9    | 10    |
| 7º   | 111 | Spagna (bandiera)      | Rubén Xaus         | Sterilgarda Go Eleven          | Ducati 1098 RS 08 | 18   | +10.496   | 1'47.002    | 315,2    | 9     |
| 8º   | 11  | Australia (bandiera)   | Troy Corser        | Yamaha Motor Italia WSB        | Yamaha YZF-R1     | 18   | +12.498   | 1'46.790    | 310,7    | 8     |
| 9º   | 86  | Italia (bandiera)      | Ayrton Badovini    | Team Pedercini                 | Kawasaki ZX-10R   | 18   | +19.429   | 1'46.923    | 307,1    | 7     |
| 10º  | 36  | Spagna (bandiera)      | Gregorio Lavilla   | Ventaxia VK Honda              | Honda CBR1000RR   | 18   | +26.373   | 1'47.289    | 304,5    | 6     |
| 11º  | 57  | Italia (bandiera)      | Lorenzo Lanzi      | R.G. Team                      | Ducati 1098 RS 08 | 18   | +26.544   | 1'47.505    | 304,5    | 5     |
| 12º  | 38  | Giappone (bandiera)    | Shin'ichi Nakatomi | YZF Yamaha                     | Yamaha YZF-R1     | 18   | +26.895   | 1'47.243    | 308,0    | 4     |
| 13º  | 83  | Australia (bandiera)   | Russell Holland    | D.F. Racing - Bertocchi        | Honda CBR1000RR   | 18   | +27.761   | 1'47.660    | 318,0    | 3     |
| 14º  | 194 | Francia (bandiera)     | Sébastien Gimbert  | Yamaha France Ipone GMT 94     | Yamaha YZF-R1     | 18   | +29.661   | 1'47.646    | 303,7    | 2     |
| 15º  | 49  | Stati Uniti (bandiera) | Michael Beck       | Yamaha France Ipone GMT 94     | Yamaha YZF-R1     | 18   | +1'29.001 | 1'51.313    | 292,2    | 1     |
| 16º  | 88  | Giappone (bandiera)    | Shūhei Aoyama      | Alto Evolution Honda Superbike | Honda CBR1000RR   | 15   | +3 giri   | 1'48.883    | 306,3    |       |

#### Ritirati
| Nº  | Naz.                 | Pilota            | Squadra                        | Motocicletta      | Giri | Giro veloce | Velocità |
| --- | -------------------- | ----------------- | ------------------------------ | ----------------- | ---- | ----------- | -------- |
| 100 | Giappone (bandiera)  | Makoto Tamada     | Kawasaki PSG-1 Corse           | Kawasaki ZX-10R   | 17   | 1'47.336    | 306,3    |
| 3   | Italia (bandiera)    | Max Biaggi        | Sterilgarda Go Eleven          | Ducati 1098 RS 08 | 15   | 1'46.785    | 309,8    |
| 96  | Rep. Ceca (bandiera) | Jakub Smrž        | Guandalini Racing by Grifo's   | Ducati 1098 RS 08 | 15   | 1'46.410    | 317,0    |
| 7   | Spagna (bandiera)    | Carlos Checa      | Hannspree Ten Kate Honda       | Honda CBR1000RR   | 9    | 1'46.923    | 312,5    |
| 77  | Francia (bandiera)   | Loic Napoleone    | Grillini PBR                   | Yamaha YZF-R1     | 9    | 1'51.206    | 299,5    |
| 21  | Australia (bandiera) | Troy Bayliss      | Ducati Xerox                   | Ducati 1098 F08   | 8    | 1'46.619    | 308,9    |
| 55  | Francia (bandiera)   | Régis Laconi      | Kawasaki PSG-1 Corse           | Kawasaki ZX-10R   | 6    | 1'47.233    | 304,5    |
| 34  | Giappone (bandiera)  | Yukio Kagayama    | Suzuki Alstare                 | Suzuki GSX-R 1000 | 4    | 1'47.084    | 307,1    |
| 13  | Italia (bandiera)    | Vittorio Iannuzzo | Team Pedercini                 | Kawasaki ZX-10R   | 3    | 1'48.685    | 299,5    |
| 22  | Italia (bandiera)    | Luca Morelli      | Alto Evolution Honda Superbike | Honda CBR1000RR   | 1    |             |          |

## Supersport

### Qualifiche
Fonte:
| Pos. | Nº  | Naz.                   | Pilota               | Squadra                           | Motocicletta    | Sess. 1  | Sess. 2  | Tempo    | Gap   | Avg     | Giri |
| ---- | --- | ---------------------- | -------------------- | --------------------------------- | --------------- | -------- | -------- | -------- | ----- | ------- | ---- |
| 1º   | 23  | Australia (bandiera)   | Broc Parkes          | Yamaha World Supersport           | Yamaha YZF-R6   | 1'50.817 | 1'49.868 | 1'49.868 |       | 189,817 | 27   |
| 2º   | 25  | Australia (bandiera)   | Joshua Brookes       | Hannspree Stiggy Motorsport Honda | Honda CBR600RR  | 1'50.334 | 1'50.748 | 1'50.334 | 0.466 | 189,015 | 38   |
| 3º   | 99  | Francia (bandiera)     | Fabien Foret         | Yamaha World Supersport           | Yamaha YZF-R6   | 1'50.774 | 1'50.420 | 1'50.420 | 0.552 | 188,868 | 28   |
| 4º   | 55  | Italia (bandiera)      | Massimo Roccoli      | Yamaha Lorenzini By Leoni         | Yamaha YZF-R6   | 1'51.855 | 1'50.533 | 1'50.533 | 0.665 | 188,675 | 29   |
| 5º   | 65  | Regno Unito (bandiera) | Jonathan Rea         | Hannspree Ten Kate Honda          | Honda CBR600RR  | 1'51.411 | 1'50.747 | 1'50.747 | 0.879 | 188,310 | 35   |
| 6º   | 105 | Italia (bandiera)      | Gianluca Vizziello   | Berry Racing                      | Honda CBR600RR  | 1'51.497 | 1'50.800 | 1'50.800 | 0.932 | 188,220 | 30   |
| 7º   | 88  | Australia (bandiera)   | Andrew Pitt          | Hannspree Ten Kate Honda          | Honda CBR600RR  | 1'50.969 | 1'50.823 | 1'50.823 | 0.955 | 188,181 | 33   |
| 8º   | 127 | Danimarca (bandiera)   | Robbin Harms         | Hannspree Stiggy Motorsport Honda | Honda CBR600RR  | 1'51.981 | 1'50.969 | 1'50.969 | 1.101 | 187,934 | 33   |
| 9º   | 14  | Francia (bandiera)     | Matthieu Lagrive     | Intermoto Czech                   | Honda CBR600RR  | 1'52.314 | 1'50.985 | 1'50.985 | 1.117 | 187,906 | 27   |
| 10º  | 8   | Australia (bandiera)   | Mark Aitchison       | Triumph Italia BE1 Racing         | Triumph 675     | 1'52.737 | 1'51.004 | 1'51.004 | 1.136 | 187,874 | 33   |
| 11º  | 69  | Italia (bandiera)      | Gianluca Nannelli    | Hannspree Honda Althea            | Honda CBR600RR  | 1'51.361 | 1'51.229 | 1'51.229 | 1.361 | 187,494 | 33   |
| 12º  | 18  | Regno Unito (bandiera) | Craig Jones          | Parkalgar Racing                  | Honda CBR600RR  | 1'51.392 | 1'51.296 | 1'51.296 | 1.428 | 187,381 | 30   |
| 13º  | 21  | Giappone (bandiera)    | Katsuaki Fujiwara    | Kawasaki Gil Motor Sport          | Kawasaki ZX-6R  | 1'51.963 | 1'51.357 | 1'51.357 | 1.489 | 187,279 | 28   |
| 14º  | 147 | Spagna (bandiera)      | Ángel Rodríguez      | Yamaha Spain                      | Yamaha YZF-R6   | 1'52.174 | 1'51.532 | 1'51.532 | 1.664 | 186,985 | 28   |
| 15º  | 77  | Paesi Bassi (bandiera) | Barry Veneman        | RES Software Hoegee Suzuki        | Suzuki GSX-R600 | 1'51.609 | 1'51.590 | 1'51.590 | 1.722 | 186,888 | 34   |
| 16º  | 26  | Spagna (bandiera)      | Joan Lascorz         | Glaner Motocard.com               | Honda CBR600RR  | 1'52.421 | 1'51.700 | 1'51.700 | 1.832 | 186,704 | 25   |
| 17º  | 13  | Italia (bandiera)      | Cristiano Migliorati | Puccetti Racing Kawasaki          | Kawasaki ZX-6R  | 1'52.157 | 1'51.782 | 1'51.782 | 1.914 | 186,567 | 33   |
| 18º  | 31  | Finlandia (bandiera)   | Vesa Kallio          | Benjan Racing                     | Honda CBR600RR  | 1'52.346 | 1'52.034 | 1'52.034 | 2.166 | 186,147 | 32   |
| 19º  | 17  | Portogallo (bandiera)  | Miguel Praia         | Parkalgar Racing                  | Honda CBR600RR  | 1'52.728 | 1'52.058 | 1'52.058 | 2.190 | 186,107 | 30   |
| 20º  | 9   | Regno Unito (bandiera) | Chris Walker         | Kawasaki Gil Motor Sport          | Kawasaki ZX-6R  | 1'52.114 | 1'52.606 | 1'52.114 | 2.246 | 186,014 | 30   |
| 21º  | 83  | Belgio (bandiera)      | Didier Van Keymeulen | RES Software Hoegee Suzuki        | Suzuki GSX-R600 | 1'52.982 | 1'52.520 | 1'52.520 | 2.652 | 185,343 | 31   |
| 22º  | 44  | Spagna (bandiera)      | David Salom          | Yamaha Spain                      | Yamaha YZF-R6   | 1'52.760 | 1'52.643 | 1'52.643 | 2.775 | 185,141 | 28   |
| 23º  | 24  | Australia (bandiera)   | Garry McCoy          | Triumph - SC                      | Triumph 675     | 1'52.825 | 1'52.657 | 1'52.657 | 2.789 | 185,118 | 24   |
| 24º  | 199 | Italia (bandiera)      | Danilo Dell'Omo      | HP Racing                         | Honda CBR600RR  | 1'52.991 | 1'52.822 | 1'52.822 | 2.954 | 184,847 | 31   |
| 25º  | 4   | Italia (bandiera)      | Lorenzo Alfonsi      | Team PMS                          | Honda CBR600RR  | 1'52.985 | 1'53.705 | 1'52.985 | 3.117 | 184,580 | 34   |
| 26º  | 37  | San Marino (bandiera)  | William De Angelis   | Intermoto Czech                   | Honda CBR600RR  | 1'54.268 | 1'53.018 | 1'53.018 | 3.150 | 184,526 | 34   |
| 27º  | 81  | Regno Unito (bandiera) | Graeme Gowland       | Benjan Racing                     | Honda CBR600RR  | 1'53.569 | 1'53.075 | 1'53.075 | 3.207 | 184,433 | 36   |
| 28º  | 32  | Italia (bandiera)      | Mirko Giansanti      | Berry Racing                      | Honda CBR600RR  | 1'53.352 | 1'53.112 | 1'53.112 | 3.244 | 184,373 | 30   |
| 29º  | 101 | Regno Unito (bandiera) | Kev Coghlan          | Hannspree Honda Althea            | Honda CBR600RR  | 1'53.568 | 1'53.277 | 1'53.277 | 3.409 | 184,104 | 38   |
| 30º  | 51  | Spagna (bandiera)      | Santiago Barragán    | Glaner Motocard.com               | Honda CBR600RR  | 1'54.083 | 1'53.292 | 1'53.292 | 3.424 | 184,080 | 35   |
| 31º  | 47  | Italia (bandiera)      | Ivan Clementi        | Triumph Italia BE1 Racing         | Triumph 675     | 1'53.580 | 1'53.302 | 1'53.302 | 3.434 | 184,064 | 30   |
| 32º  | 38  | Francia (bandiera)     | Grégory Leblanc      | CRS Grand Prix                    | Honda CBR600RR  | 1'54.346 | 1'53.642 | 1'53.642 | 3.774 | 183,513 | 33   |
| 33º  | 116 | Italia (bandiera)      | Simone Sanna         | Parkalgar Racing                  | Honda CBR600RR  | 1'56.122 | 1'54.189 | 1'54.189 | 4.321 | 182,634 | 27   |
| 34º  | 75  | Slovenia (bandiera)    | Luka Nedog           | CRS Grand Prix                    | Honda CBR600RR  | 1'54.371 | 1'54.417 | 1'54.371 | 4.503 | 182,343 | 33   |
| 35º  | 28  | Italia (bandiera)      | Ruggero Scambia      | Triumph - SC                      | Triumph 675     | 1'55.127 | 1'54.904 | 1'54.904 | 5.036 | 181,498 | 31   |
| 36º  | 15  | Ungheria (bandiera)    | Gergo Talmacsi       | Factory Racing                    | Honda CBR600RR  |          | 1'55.260 | 1'55.260 | 5.392 | 180,937 | 20   |
| 37º  | 72  | Ungheria (bandiera)    | Attila Magda         | Factory Racing                    | Honda CBR600RR  | 1'56.191 | 1'55.779 | 1'55.779 | 5.911 | 180,126 | 32   |

### Gara
Fonte:

#### Arrivati al traguardo
| Pos. | Nº  | Naz.                   | Pilota               | Squadra                           | Motocicletta    | Giri | Tempo     | Giro veloce | Velocità | Punti |
| ---- | --- | ---------------------- | -------------------- | --------------------------------- | --------------- | ---- | --------- | ----------- | -------- | ----- |
| 1º   | 99  | Francia (bandiera)     | Fabien Foret         | Yamaha World Supersport           | Yamaha YZF-R6   | 16   | 29'38.261 | 1'50.430    | 291,4    | 25    |
| 2º   | 25  | Australia (bandiera)   | Joshua Brookes       | Hannspree Stiggy Motorsport Honda | Honda CBR600RR  | 16   | +1.199    | 1'50.702    | 289,1    | 20    |
| 3º   | 23  | Australia (bandiera)   | Broc Parkes          | Yamaha World Supersport           | Yamaha YZF-R6   | 16   | +6.736    | 1'50.838    | 282,3    | 16    |
| 4º   | 88  | Australia (bandiera)   | Andrew Pitt          | Hannspree Ten Kate Honda          | Honda CBR600RR  | 16   | +11.398   | 1'50.794    | 284,5    | 13    |
| 5º   | 127 | Danimarca (bandiera)   | Robbin Harms         | Hannspree Stiggy Motorsport Honda | Honda CBR600RR  | 16   | +11.477   | 1'50.978    | 280,8    | 11    |
| 6º   | 18  | Regno Unito (bandiera) | Craig Jones          | Parkalgar Racing                  | Honda CBR600RR  | 16   | +11.716   | 1'51.372    | 281,5    | 10    |
| 7º   | 55  | Italia (bandiera)      | Massimo Roccoli      | Yamaha Lorenzini By Leoni         | Yamaha YZF-R6   | 16   | +11.757   | 1'51.187    | 282,3    | 9     |
| 8º   | 14  | Francia (bandiera)     | Matthieu Lagrive     | Intermoto Czech                   | Honda CBR600RR  | 16   | +12.186   | 1'51.225    | 288,3    | 8     |
| 9º   | 26  | Spagna (bandiera)      | Joan Lascorz         | Glaner Motocard.com               | Honda CBR600RR  | 16   | +14.847   | 1'51.123    | 271,6    | 7     |
| 10º  | 147 | Spagna (bandiera)      | Ángel Rodríguez      | Yamaha Spain                      | Yamaha YZF-R6   | 16   | +15.175   | 1'51.276    | 283,7    | 6     |
| 11º  | 8   | Australia (bandiera)   | Mark Aitchison       | Triumph Italia BE1 Racing         | Triumph 675     | 16   | +21.256   | 1'51.636    | 293,0    | 5     |
| 12º  | 13  | Italia (bandiera)      | Cristiano Migliorati | Puccetti Racing Kawasaki          | Kawasaki ZX-6R  | 16   | +24.899   | 1'51.762    | 279,3    | 4     |
| 13º  | 69  | Italia (bandiera)      | Gianluca Nannelli    | Hannspree Honda Althea            | Honda CBR600RR  | 16   | +25.077   | 1'52.050    | 276,5    | 3     |
| 14º  | 31  | Finlandia (bandiera)   | Vesa Kallio          | Benjan Racing                     | Honda CBR600RR  | 16   | +25.160   | 1'52.060    | 283,7    | 2     |
| 15º  | 21  | Giappone (bandiera)    | Katsuaki Fujiwara    | Kawasaki Gil Motor Sport          | Kawasaki ZX-6R  | 16   | +26.429   | 1'51.591    | 292,2    | 1     |
| 16º  | 44  | Spagna (bandiera)      | David Salom          | Yamaha Spain                      | Yamaha YZF-R6   | 16   | +46.152   | 1'52.990    | 283,7    |       |
| 17º  | 83  | Belgio (bandiera)      | Didier Van Keymeulen | RES Software Hoegee Suzuki        | Suzuki GSX-R600 | 16   | +46.160   | 1'53.110    | 270,9    |       |
| 18º  | 32  | Italia (bandiera)      | Mirko Giansanti      | Berry Racing                      | Honda CBR600RR  | 16   | +46.192   | 1'53.353    | 283,7    |       |
| 19º  | 199 | Italia (bandiera)      | Danilo Dell'Omo      | HP Racing                         | Honda CBR600RR  | 16   | +46.264   | 1'53.176    | 270,9    |       |
| 20º  | 101 | Regno Unito (bandiera) | Kev Coghlan          | Hannspree Honda Althea            | Honda CBR600RR  | 16   | +46.327   | 1'53.228    | 281,5    |       |
| 21º  | 47  | Italia (bandiera)      | Ivan Clementi        | Triumph Italia BE1 Racing         | Triumph 675     | 16   | +46.509   | 1'53.289    | 287,5    |       |
| 22º  | 51  | Spagna (bandiera)      | Santiago Barragán    | Glaner Motocard.com               | Honda CBR600RR  | 16   | +57.599   | 1'53.731    | 270,3    |       |
| 23º  | 38  | Francia (bandiera)     | Grégory Leblanc      | CRS Grand Prix                    | Honda CBR600RR  | 16   | +58.057   | 1'53.896    | 277,9    |       |
| 24º  | 37  | San Marino (bandiera)  | William De Angelis   | Intermoto Czech                   | Honda CBR600RR  | 16   | +58.415   | 1'53.698    | 283,0    |       |
| 25º  | 4   | Italia (bandiera)      | Lorenzo Alfonsi      | Team PMS                          | Honda CBR600RR  | 16   | +1'11.614 | 1'54.398    | 277,9    |       |
| 26º  | 75  | Slovenia (bandiera)    | Luka Nedog           | CRS Grand Prix                    | Honda CBR600RR  | 16   | +1'19.957 | 1'54.678    | 274,4    |       |
| 27º  | 15  | Ungheria (bandiera)    | Gergo Talmacsi       | Factory Racing                    | Honda CBR600RR  | 16   | +1'19.985 | 1'54.587    | 271,6    |       |

#### Ritirati
| Nº  | Naz.                   | Pilota             | Squadra                    | Motocicletta    | Giri | Giro veloce | Velocità |
| --- | ---------------------- | ------------------ | -------------------------- | --------------- | ---- | ----------- | -------- |
| 17  | Portogallo (bandiera)  | Miguel Praia       | Parkalgar Racing           | Honda CBR600RR  | 13   | 1'53.049    | 286,8    |
| 77  | Paesi Bassi (bandiera) | Barry Veneman      | RES Software Hoegee Suzuki | Suzuki GSX-R600 | 7    | 1'51.300    | 277,9    |
| 105 | Italia (bandiera)      | Gianluca Vizziello | Berry Racing               | Honda CBR600RR  | 7    | 1'51.060    | 273,7    |
| 9   | Regno Unito (bandiera) | Chris Walker       | Kawasaki Gil Motor Sport   | Kawasaki ZX-6R  | 4    | 1'52.120    | 277,2    |
| 116 | Italia (bandiera)      | Simone Sanna       | Parkalgar Racing           | Honda CBR600RR  | 3    | 1'55.888    | 277,2    |
| 65  | Regno Unito (bandiera) | Jonathan Rea       | Hannspree Ten Kate Honda   | Honda CBR600RR  | 2    | 1'52.710    | 280,8    |
| 24  | Australia (bandiera)   | Garry McCoy        | Triumph - SC               | Triumph 675     | 2    | 6'05.128    | 177,8    |
| 72  | Ungheria (bandiera)    | Attila Magda       | Factory Racing             | Honda CBR600RR  | 1    |             | 270,9    |
| 28  | Italia (bandiera)      | Ruggero Scambia    | Triumph - SC               | Triumph 675     | 0    |             |          |
| 81  | Regno Unito (bandiera) | Graeme Gowland     | Benjan Racing              | Honda CBR600RR  | 0    |             |          |

## Superstock

### Qualifiche
Fonte:
| Pos. | Nº  | Naz.                   | Pilota             | Squadra                      | Motocicletta        | Sess. 1  | Sess. 2  | Tempo    | Gap   | Avg     | Giri |
| ---- | --- | ---------------------- | ------------------ | ---------------------------- | ------------------- | -------- | -------- | -------- | ----- | ------- | ---- |
| 1º   | 71  | Italia (bandiera)      | Claudio Corti      | Yamaha Motor Italia Jun.     | Yamaha YZF-R1       | 1'49.468 | 1'48.545 | 1'48.545 |       | 192,130 | 28   |
| 2º   | 51  | Italia (bandiera)      | Michele Pirro      | Yamaha Lorenzini By Leoni    | Yamaha YZF-R1       | 1'49.523 | 1'49.199 | 1'49.199 | 0.654 | 190,980 | 22   |
| 3º   | 34  | Italia (bandiera)      | Davide Giugliano   | Cruciani Moto Suzuki Italia  | Suzuki GSX-R1000 K8 | 1'50.583 | 1'49.282 | 1'49.282 | 0.737 | 190,835 | 27   |
| 4º   | 119 | Italia (bandiera)      | Michele Magnoni    | Yamaha Lorenzini By Leoni    | Yamaha YZF-R1       | 1'49.760 | 1'49.417 | 1'49.417 | 0.872 | 190,599 | 23   |
| 5º   | 16  | Paesi Bassi (bandiera) | Raymond Schouten   | Vd Heyden Motors Yamaha      | Yamaha YZF-R1       | 1'50.537 | 1'49.492 | 1'49.492 | 0.947 | 190,469 | 29   |
| 6º   | 132 | Francia (bandiera)     | Yoann Tiberio      | Team Pedercini               | Kawasaki ZX-10R     | 1'51.117 | 1'49.512 | 1'49.512 | 0.967 | 190,434 | 26   |
| 7º   | 23  | Australia (bandiera)   | Chris Seaton       | Celani Team Suzuki Italia    | Suzuki GSX-R1000 K8 | 1'49.797 | 1'49.526 | 1'49.526 | 0.981 | 190,410 | 25   |
| 8º   | 155 | Australia (bandiera)   | Brendan Roberts    | Ducati Xerox Junior          | Ducati 1098R        | 1'52.061 | 1'49.565 | 1'49.565 | 1.020 | 190,342 | 12   |
| 9º   | 96  | Rep. Ceca (bandiera)   | Matěj Smrž         | MS Racing                    | Honda CBR1000RR     | 1'49.912 | 1'49.626 | 1'49.626 | 1.081 | 190,236 | 28   |
| 10º  | 19  | Belgio (bandiera)      | Xavier Siméon      | Alstare Suzuki               | Suzuki GSX-R1000    | 1'49.808 | 1'49.648 | 1'49.648 | 1.103 | 190,198 | 25   |
| 11º  | 15  | Italia (bandiera)      | Matteo Baiocco     | O Six Kawasaki Supported     | Kawasaki ZX-10R     | 1'50.448 | 1'49.688 | 1'49.688 | 1.143 | 190,128 | 24   |
| 12º  | 45  | Italia (bandiera)      | Luca Verdini       | RCGM Team                    | Yamaha YZF-R1       | 1'50.139 | 1'49.749 | 1'49.749 | 1.204 | 190,023 | 27   |
| 13º  | 53  | Italia (bandiera)      | Alessandro Polita  | Sterilgarda Go Eleven        | Ducati 1098R        | 1'50.027 | 1'50.184 | 1'50.027 | 1.482 | 189,543 | 26   |
| 14º  | 8   | Italia (bandiera)      | Andrea Antonelli   | Althea Racing AX 52          | Honda CBR1000RR     | 1'51.074 | 1'50.368 | 1'50.368 | 1.823 | 188,957 | 28   |
| 15º  | 89  | Italia (bandiera)      | Domenico Colucci   | Ducati Xerox Junior          | Ducati 1098R        | 1'51.568 | 1'50.403 | 1'50.403 | 1.858 | 188,897 | 28   |
| 16º  | 21  | Francia (bandiera)     | Maxime Berger      | Hannspree IDS Ten Kate Honda | Honda CBR1000RR     | 1'50.429 | 1'50.480 | 1'50.429 | 1.884 | 188,853 | 14   |
| 17º  | 111 | Italia (bandiera)      | Fabrizio Perotti   | Cruciani Moto Suzuki Italia  | Suzuki GSX-R1000 K8 | 1'50.814 | 1'50.469 | 1'50.469 | 1.924 | 188,784 | 29   |
| 18º  | 20  | Francia (bandiera)     | Sylvain Barrier    | YZF Yamaha Junior            | Yamaha YZF-R1       | 1'50.535 | 1'51.087 | 1'50.535 | 1.990 | 188,671 | 24   |
| 19º  | 33  | Estonia (bandiera)     | Marko Rohtlaan     | Azione Corse                 | Honda CBR1000RR     | 1'51.210 | 1'50.707 | 1'50.707 | 2.162 | 188,378 | 25   |
| 20º  | 77  | Regno Unito (bandiera) | Barry Liam Burrell | MS Racing                    | Honda CBR1000RR     | 1'51.316 | 1'50.718 | 1'50.718 | 2.173 | 188,360 | 27   |
| 21º  | 12  | Italia (bandiera)      | Alessio Aldrovandi | Team Pedercini               | Kawasaki ZX-10R     | 1'51.695 | 1'50.931 | 1'50.931 | 2.386 | 187,998 | 27   |
| 22º  | 30  | Svizzera (bandiera)    | Michaël Savary     | Coutelle Junior Team Suzuki  | Suzuki GSX-R1000 K8 | 1'52.133 | 1'51.036 | 1'51.036 | 2.491 | 187,820 | 25   |
| 23º  | 88  | Francia (bandiera)     | Kenny Foray        | Zone Rouge                   | Yamaha YZF-R1       | 1'51.434 | 1'51.070 | 1'51.070 | 2.525 | 187,763 | 28   |
| 24º  | 78  | Francia (bandiera)     | Freddy Foray       | Coutelle Junior Team Suzuki  | Suzuki GSX-R1000 K8 | 1'51.630 | 1'51.155 | 1'51.155 | 2.610 | 187,619 | 29   |
| 25º  | 87  | Australia (bandiera)   | Gareth Jones       | MIST Suzuki Racing           | Suzuki GSX-R1000 K8 | 1'51.383 | 1'51.293 | 1'51.293 | 2.748 | 187,386 | 23   |
| 26º  | 117 | Italia (bandiera)      | Denis Sacchetti    | Guandalini Racing by Grifo's | Ducati 1098R        | 1'51.735 | 1'51.424 | 1'51.424 | 2.879 | 187,166 | 23   |
| 27º  | 5   | Paesi Bassi (bandiera) | Danny De Boer      | MQP Racing                   | Suzuki GSX-R1000 K8 | 1'52.723 | 1'51.515 | 1'51.515 | 2.970 | 187,013 | 28   |
| 28º  | 996 | Italia (bandiera)      | Jonathan Gallina   | Orelac Racing by Galvin      | Kawasaki ZX-10R     | 1'51.641 | 1'51.852 | 1'51.641 | 3.096 | 186,802 | 27   |
| 29º  | 41  | Svizzera (bandiera)    | Gregory Junod      | PCP Peko Racing              | Yamaha YZF-R1       | 1'53.167 | 1'51.798 | 1'51.798 | 3.253 | 186,540 | 31   |
| 30º  | 17  | Italia (bandiera)      | Cristiano Todaro   | Celani Team Suzuki Italia    | Suzuki GSX-R1000 K8 | 1'53.848 | 1'52.023 | 1'52.023 | 3.478 | 186,165 | 12   |
| 31º  | 14  | Svezia (bandiera)      | Filip Backlund     | MTM Racing                   | Suzuki GSX-R1000 K8 | 1'52.127 | 1'52.042 | 1'52.042 | 3.497 | 186,134 | 26   |
| 32º  | 90  | Rep. Ceca (bandiera)   | Michal Drobný      | Intermoto Czech              | Honda CBR1000RR     | 1'52.948 | 1'52.253 | 1'52.253 | 3.708 | 185,784 | 28   |
| 33º  | 18  | Regno Unito (bandiera) | Matt Bond          | MIST Suzuki Racing           | Suzuki GSX-R1000 K8 | 1'53.170 | 1'52.253 | 1'52.253 | 3.708 | 185,784 | 24   |
| 34º  | 99  | Paesi Bassi (bandiera) | Roy Ten Napel      | MQP Racing                   | Suzuki GSX-R1000 K8 | 1'53.002 | 1'52.285 | 1'52.285 | 3.740 | 185,731 | 28   |
| 35º  | 24  | Slovenia (bandiera)    | Marko Jerman       | MD Team Jerman               | Honda CBR1000RR     | 1'52.567 | 1'52.393 | 1'52.393 | 3.848 | 185,552 | 29   |
| 36º  | 57  | Australia (bandiera)   | Cameron Stronach   | O Six Kawasaki Supported     | Kawasaki ZX-10R     | 1'52.810 | 1'52.599 | 1'52.599 | 4.054 | 185,213 | 24   |
| 37º  | 7   | Austria (bandiera)     | René Mähr          | KTM Mähr Superstock          | KTM 1190 RC8        | 1'52.788 | 1'52.798 | 1'52.788 | 4.243 | 184,903 | 29   |
| 38º  | 66  | Paesi Bassi (bandiera) | Branko Srdanov     | Zone Rouge                   | Yamaha YZF-R1       | 1'54.535 | 1'53.219 | 1'53.219 | 4.674 | 184,199 | 28   |
| 39º  | 58  | Italia (bandiera)      | Robert Gianfardoni | R.G. Team                    | Ducati 1098R        | 1'54.003 | 1'53.326 | 1'53.326 | 4.781 | 184,025 | 27   |
| 40º  | 92  | Slovenia (bandiera)    | Jure Stibilj       | MD Team Jerman               | Honda CBR1000RR     | 1'55.405 | 1'54.254 | 1'54.254 | 5.709 | 182,530 | 30   |

### Gara
Fonte:

#### Arrivati al traguardo
| Pos. | Nº  | Naz.                   | Pilota             | Squadra                      | Motocicletta        | Giri | Tempo     | Giro veloce | Velocità | Punti |
| ---- | --- | ---------------------- | ------------------ | ---------------------------- | ------------------- | ---- | --------- | ----------- | -------- | ----- |
| 1º   | 19  | Belgio (bandiera)      | Xavier Siméon      | Alstare Suzuki               | Suzuki GSX-R1000    | 11   | 20'14.707 | 1'49.859    | 301,1    | 25    |
| 2º   | 96  | Rep. Ceca (bandiera)   | Matěj Smrž         | MS Racing                    | Honda CBR1000RR     | 11   | +2.109    | 1'49.418    | 311,6    | 20    |
| 3º   | 53  | Italia (bandiera)      | Alessandro Polita  | Sterilgarda Go Eleven        | Ducati 1098R        | 11   | +2.147    | 1'49.636    | 317,0    | 16    |
| 4º   | 155 | Australia (bandiera)   | Brendan Roberts    | Ducati Xerox Junior          | Ducati 1098R        | 11   | +6.656    | 1'49.822    | 302,0    | 13    |
| 5º   | 119 | Italia (bandiera)      | Michele Magnoni    | Yamaha Lorenzini By Leoni    | Yamaha YZF-R1       | 11   | +10.849   | 1'50.090    | 304,5    | 11    |
| 6º   | 111 | Italia (bandiera)      | Fabrizio Perotti   | Cruciani Moto Suzuki Italia  | Suzuki GSX-R1000 K8 | 11   | +11.070   | 1'50.672    | 306,3    | 10    |
| 7º   | 78  | Francia (bandiera)     | Freddy Foray       | Coutelle Junior Team Suzuki  | Suzuki GSX-R1000 K8 | 11   | +11.143   | 1'50.595    | 297,0    | 9     |
| 8º   | 88  | Francia (bandiera)     | Kenny Foray        | Zone Rouge                   | Yamaha YZF-R1       | 11   | +14.501   | 1'50.240    | 298,6    | 8     |
| 9º   | 87  | Australia (bandiera)   | Gareth Jones       | MIST Suzuki Racing           | Suzuki GSX-R1000 K8 | 11   | +15.802   | 1'50.648    | 301,1    | 7     |
| 10º  | 30  | Svizzera (bandiera)    | Michaël Savary     | Coutelle Junior Team Suzuki  | Suzuki GSX-R1000 K8 | 11   | +16.593   | 1'50.828    | 302,0    | 6     |
| 11º  | 12  | Italia (bandiera)      | Alessio Aldrovandi | Team Pedercini               | Kawasaki ZX-10R     | 11   | +19.172   | 1'50.532    | 297,8    | 5     |
| 12º  | 8   | Italia (bandiera)      | Andrea Antonelli   | Althea Racing AX 52          | Honda CBR1000RR     | 11   | +19.315   | 1'50.222    | 293,8    | 4     |
| 13º  | 14  | Svezia (bandiera)      | Filip Backlund     | MTM Racing                   | Suzuki GSX-R1000 K8 | 11   | +28.267   | 1'51.466    | 297,8    | 3     |
| 14º  | 41  | Svizzera (bandiera)    | Gregory Junod      | PCP Peko Racing              | Yamaha YZF-R1       | 11   | +28.874   | 1'51.480    | 293,0    | 2     |
| 15º  | 996 | Italia (bandiera)      | Jonathan Gallina   | Orelac Racing by Galvin      | Kawasaki ZX-10R     | 11   | +29.029   | 1'51.353    | 298,6    | 1     |
| 16º  | 99  | Paesi Bassi (bandiera) | Roy Ten Napel      | MQP Racing                   | Suzuki GSX-R1000 K8 | 11   | +39.472   | 1'52.971    | 294,6    |       |
| 17º  | 90  | Rep. Ceca (bandiera)   | Michal Drobný      | Intermoto Czech              | Honda CBR1000RR     | 11   | +41.145   | 1'52.645    | 288,3    |       |
| 18º  | 66  | Paesi Bassi (bandiera) | Branko Srdanov     | Zone Rouge                   | Yamaha YZF-R1       | 11   | +43.629   | 1'53.230    | 289,1    |       |
| 19º  | 92  | Slovenia (bandiera)    | Jure Stibilj       | MD Team Jerman               | Honda CBR1000RR     | 11   | +44.176   | 1'53.061    | 297,8    |       |
| 20º  | 58  | Italia (bandiera)      | Robert Gianfardoni | R.G. Team                    | Ducati 1098R        | 11   | +44.609   | 1'53.200    | 298,6    |       |
| 21º  | 57  | Australia (bandiera)   | Cameron Stronach   | O Six Kawasaki Supported     | Kawasaki ZX-10R     | 11   | +56.517   | 1'53.073    | 297,0    |       |
| 22º  | 117 | Italia (bandiera)      | Denis Sacchetti    | Guandalini Racing by Grifo's | Ducati 1098R        | 11   | +1'20.649 | 1'51.287    | 300,3    |       |

#### Ritirati
| Nº  | Naz.                   | Pilota             | Squadra                      | Motocicletta        | Giri | Giro veloce | Velocità |
| --- | ---------------------- | ------------------ | ---------------------------- | ------------------- | ---- | ----------- | -------- |
| 17  | Italia (bandiera)      | Cristiano Todaro   | Celani Team Suzuki Italia    | Suzuki GSX-R1000 K8 | 7    | 1'51.408    | 301,1    |
| 33  | Estonia (bandiera)     | Marko Rohtlaan     | Azione Corse                 | Honda CBR1000RR     | 6    | 1'50.600    | 290,6    |
| 7   | Austria (bandiera)     | René Mähr          | KTM Mähr Superstock          | KTM 1190 RC8        | 2    | 1'57.263    | 270,3    |
| 5   | Paesi Bassi (bandiera) | Danny De Boer      | MQP Racing                   | Suzuki GSX-R1000 K8 | 1    |             | 258,0    |
| 18  | Regno Unito (bandiera) | Matt Bond          | MIST Suzuki Racing           | Suzuki GSX-R1000 K8 | 1    |             | 264,3    |
| 51  | Italia (bandiera)      | Michele Pirro      | Yamaha Lorenzini By Leoni    | Yamaha YZF-R1       | 1    |             |          |
| 20  | Francia (bandiera)     | Sylvain Barrier    | YZF Yamaha Junior            | Yamaha YZF-R1       | 1    |             |          |
| 24  | Slovenia (bandiera)    | Marko Jerman       | MD Team Jerman               | Honda CBR1000RR     | 0    |             |          |
| 77  | Regno Unito (bandiera) | Barry Liam Burrell | MS Racing                    | Honda CBR1000RR     | 0    |             |          |
| 21  | Francia (bandiera)     | Maxime Berger      | Hannspree IDS Ten Kate Honda | Honda CBR1000RR     | 0    |             |          |
| 89  | Italia (bandiera)      | Domenico Colucci   | Ducati Xerox Junior          | Ducati 1098R        | 0    |             |          |
| 45  | Italia (bandiera)      | Luca Verdini       | RCGM Team                    | Yamaha YZF-R1       | 0    |             |          |
| 15  | Italia (bandiera)      | Matteo Baiocco     | O Six Kawasaki Supported     | Kawasaki ZX-10R     | 0    |             |          |
| 23  | Australia (bandiera)   | Chris Seaton       | Celani Team Suzuki Italia    | Suzuki GSX-R1000 K8 | 0    |             |          |
| 132 | Francia (bandiera)     | Yoann Tiberio      | Team Pedercini               | Kawasaki ZX-10R     | 0    |             |          |
| 16  | Paesi Bassi (bandiera) | Raymond Schouten   | Vd Heyden Motors Yamaha      | Yamaha YZF-R1       | 0    |             |          |
| 34  | Italia (bandiera)      | Davide Giugliano   | Cruciani Moto Suzuki Italia  | Suzuki GSX-R1000 K8 | 0    |             |          |
| 71  | Italia (bandiera)      | Claudio Corti      | Yamaha Motor Italia Jun.     | Yamaha YZF-R1       | 0    |             |          |